# Мацнев, Михаил Николаевич
Михаил Николаевич Мацнев (1785 — 27 марта 1842) — российский командир эпохи Наполеоновских и Революционных войн, генерал-майор.

## Биография
Происходил из орловских дворян. 
В 1805 г. сражался в Австрии, 20 ноября, под Аустерлицем; в 1807 г., в Пруссии 24 мая, под Гуттштадтом, участвовал в поражении корпуса маршала Нея; 25 мая преследовал неприятеля к реке Пассарге; 29 — при Гейльсберге, где был ранен.
В 1812 году, с 1 июля, в сражениях с французами, в России: 5 августа, под Смоленском; 26 — при Бородине, где сильно контужен картечью в левое плечо, за что награждён орденом св. Анны 2 кл. с алмазами. В 1813 года, с 16 апреля, был в Варшавском герцогстве и Пруссии; 2 июля переведён в 11-й егерский полк, после чего находился в Северной армии, в корпусе генерал-адъютанта барона Винцингероде, где 6 октября, участвовал в сражении под Лейпцигом. Потом командирован с 19-м Егерским полком в авангард, под командой генерал-адъютанта Чернышева, с которым перешёл через Рейн при Дюссельдорфе, 1 января 1814 года; 2 февраля участвовал во взятии Суассона, за что награждён орденом св. Владимира 3 степени.
С тем же Егерским полком, поступив в команду к генерал-адъютанту графу Воронцову, был в сражениях — 22 и 23 февраля, при Краоне и 25 февраля, при Лаоне, за что и произведён в генерал-майоры; 18 марта, был под Парижем; в августе, со 2 отдельным корпусом, возвратился в Россию. В 1815 году, с 3-м корпусом, был в походах в Германии и во Франции.

## Семья
Женат на Эмерике Адамовне Ограновичевой (1800—11.09.1847), дочери помещика Махновецкого повета, Родзенского старосты Адама Блажиева Ограновичева; у них сын Иоанн. Овдовев, в ноябре 1845 года вышла замуж за А. Я. Булгакова.

## Послужной список
В службу поступил камер-пажом 13 октября 1801 года. Подпоручик 23 сентября 1802 года, поручик 13 мая 1806 года. Штабс-капитан 23 октября 1807 года; капитан 24 апреля 1809 года, в лейб-гвардии Егерском полку; полковник 14 сентября 1810 года. Переведён в 11-й Егерский полк 2 июля 1813 года.
За отличие пожалован в генерал-майоры 22 февраля 1814 года. 31 марта 1815 года назначен командиром 2-й бригады 12-й пехотной дивизии. Со 2 августа 1815 года — командир 3-й бригады 7-й пехотной дивизии. С 25 декабря 1819 года состоял при начальнике 7-й пехотной дивизии. С 28 июня 1821 года командир 1-й бригады 9-й пехотной дивизии.
Высочайшим приказом 30 января 1823 года уволен от службы по болезни, с мундиром.

## Награды
- орден св. Владимира 3 степени
- орден св. Анны 2 степени, с алмазами, и 3 кл.
- Золотая шпага «За храбрость»
- Прусский орден «За заслуги»
- Шведский военный орден Меча 4 степени
- медали: золотая за 1807 год, с надписью «ЗА ВѢРУ И ОТЕЧЕСТВО», и серебряная за 1812 год.